# Le charme discret de la bourgeoisie
Le charme discret de la bourgeoisie (pt: O charme discreto da burguesia / br: O discreto charme da burguesia) é um filme francês, italiano (Il fascino discreto della borghesia) e espanhol (El discreto encanto de la burguesía) de 1972, dirigido por Luis Buñuel com roteiro original de Jean-Claude Carrière.

## Sinopse
Um grupo de amigos da classe média/alta francesa pretende juntar-se para mais um jantar de convívio, mas tudo lhes corre mal. Os convivas chegam um dia antes do combinado. Para remediar a situação, decidem-se por um restaurante, mas o corpo estendido na sala ao lado tira-lhes o apetite.
Segunda tentativa de reunião - Os convidados chegam mas os anfitriões não aparecem, estes saíram pela janela do quarto e fugiram apressadamente para fazer sexo nos jardins. Os convivas, ao saberem pela empregada que os patrões fugiram pela janela em direção ao jardim, desconfiam tratar-se de uma armadilha da polícia devido ao seu envolvimento no tráfico de drogas e correm porta fora.
Nova tentativa de jantar - Desta vez são as manobras militares dentro de casa a impedi-los de conviver com estilo e requinte.

## Elenco
- Fernando Rey .... Don Rafael
- Paul Frankeur .... M. Thevenot
- Delphine Seyrig .... Madame Thevenot
- Bulle Ogier .... Florence
- Stéphane Audran .... Alice Senechal
- Jean-Pierre Cassel .... M. Senechal
- Julien Bertheau .... Dufour
- Milena Vukotic .... Ines
- Maria Gabriella Maione .... Guerilla
- Claude Piéplu .... Coronel
- Muni .... Peasant
- Pierre Maguelon .... Sargento de polícia
- François Maistre .... Delecluze
- Michel Piccoli .... ministro

## Crítica à burguesia
Talentosa combinação de realidade e absurdo, este filme de Luis Buñuel é uma ácida e surrealista crítica à hipocrisia da burguesia, contada através da história de seis amigos que se reúnem para um jantar que acaba sendo interrompido por estranhos acontecimentos que misturam realidade com devaneios e sonhos das personagens.
Antológico é o momento em que o cineasta coloca uma das principais cenas surrealistas: a convite de um general do exército chegam para o jantar onde tudo transcorre normalmente. Andam pela sala, bebem seus drinks, conversam e ao sentarem-se em torno de uma elegante mesa a sala transforma-se subitamente em um palco de teatro, as pesadas cortinas vermelhas se abrem e mostram uma plateia que os observa e posteriormente os vaia. Uma crítica feroz as costumes burgueses que validam as relações superficiais e de aparências.

## Temas recorrentes
Como observou Ruy Gardinier, em Buñuel repete-se continuamente “o sonho da bela comunidade, da agregação ideal de um grupo de pessoas afins, de modo a transformarem o mundo em algo mais belo”, embora isso nunca se dê plenamente, como acontece com Nazario e Viridiana. Ou, menos pretensiosamente, mas de forma não menos quixotesca, os personagens buñuelinos tentam completar-se na busca do Outro - o personagem de Fernando Rey à busca da ambígua Conchita em Esse Obscuro Objeto do Desejo - ou de algo - um jantar que nunca se realiza em O Discreto Charme da Burguesia.
Esse pressuposto metafísico engendra outro artifício “mágico” nos filmes de Buñuel: a ressignificação do espaço humano, do ser-no-mundo mesmo, pelo deslocamento, repleto de humor negro, de seres de uma situação dita normal para outra, inusitada: o formigueiro que surge na mão de um personagem ou os pelos da axila de uma moça que tomam o lugar da boca de um rapaz (em Um Cão Andaluz), um saco de estopa desnecessariamente carregado por um apaixonado (em Esse obscuro Objeto do Desejo), um velório num restaurante burguês (em O Discreto Charme da Burguesia).
Um jogo de espelhos surrealista em que sonhos (pesadelos) e realidade se misturam, reduzindo ao mesmo plano a vida que se aparenta e a que realmente se vive.

## Principais prêmios e indicações
Oscar 1973 (EUA)
- Venceu na categoria de melhor filme estrangeiro (França).
- Indicado na categoria de melhor roteiro original.

BAFTA 1974 (Reino Unido)
- Venceu nas categorias de melhor atriz (Stéphane Audran) e melhor roteiro.
- Indicado nas categorias de melhor direção, melhor filme e melhor trilha sonora.

Globo de Ouro 1973 (EUA)
- Indicado na categoria de melhor filme estrangeiro (França).